# Kongsvinger (gemeente)
Kongsvinger is een gemeente in de Noorse provincie Innlandet. De gemeente telde 17.857 inwoners in januari 2017. De gemeente kenmerkt zich door uitgebreide bossen. De hoofdplaats, Kongsvinger heeft een verleden als vestingstad. De huidige gemeente ontstond in 1964 toen de voormalige gemeenten Brandval en Vinger bij Kongsvinger werden gevoegd. 

## Ligging

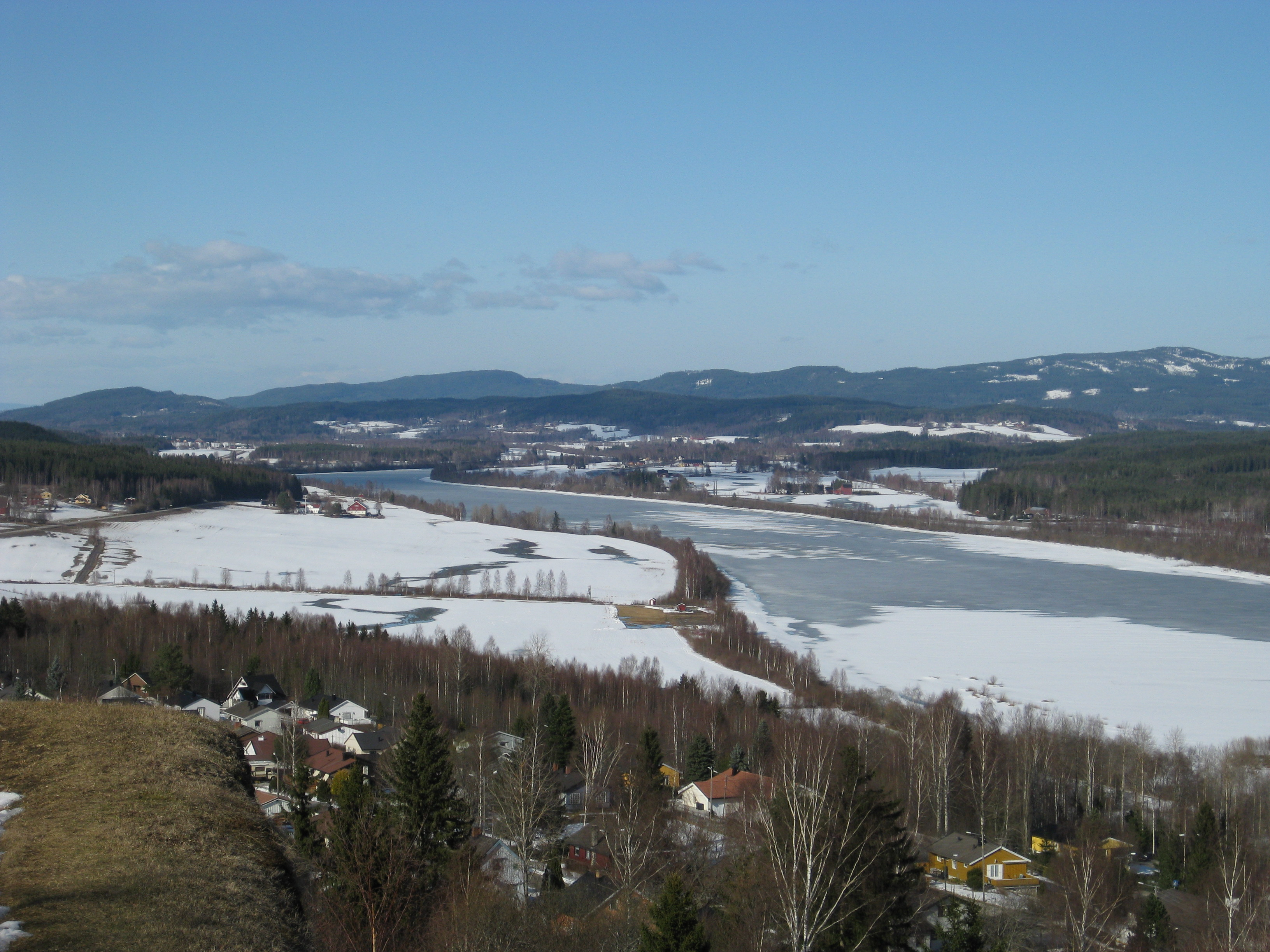
De Glomma bij Kongsvinger in 2009

Kongsvinger ligt in het oosten van Noorwegen. In het westen grenst de gemeente aan de gemeente Sør-Odal, in het noorden aan Grue, in het zuiden aan de gemeente Eidskog en in het oosten aan Zweden. De Glomma stroomt aan de westkant door de gemeente. Het oosten maakt deel uit van Finnskogen.

## Vervoer
De hoofdplaats, Kongsvinger, was in het verleden een bescheiden spoorknooppunt. De spoorlijn van Oslo naar Stockholm, Kongsvingerbanen kende in de plaats een aftakking naar het noorden, Solørbanen. Deze laatste is eind vorige eeuw gesloten voor personenvervoer. Behalve het station in Kongsvinger zijn alle stations langs Kongsvingerbanen in de gemeente inmiddels ook gesloten voor personenvervoer. Kongsvinger zelf biedt directe verbindingen met Oslo en Stockholm. De routes naar Elverum en de grens worden tegenwoordig met bussen gereden.

Riksvei 2 verbindt Kongsvinger met Elverum in het noorden en de grens bij Morokulien in het zuidoosten. Het vroegere tracé van deze rijksweg naar de grens maakt nu deel uit van de E 16 die de gemeente verbindt met Bergen aan de Noorse westkust en Gävle aan de Zweedse oostkust. De E16 wordt in de komende jaren omgebouwd tot autosnelweg.

## Plaatsen in de gemeente
De plaats Kongsvinger is verreweg de grootste plaats in de gemeente. De vestingstad ligt aan beide zijden van de Glomma. Na de Unie tussen Zweden en Noorwegen in 1814 verloor de vesting zijn militaire betekenis. Kleinere plaatsen in de gemeente zijn Roverud zo'n 10 kilometer ten noorden van Kongsvinger, Brandval 20 kilometer naar het noorden, Lundersæter in het noordoosten, en Austmarka in het zuidoosten van de gemeente. Vinger was tot 1964 een eigen gemeente. Het voormalige dorp met de oudste kerk in de omgeving is nu een wijk van Kongsvinger.

## Afbeeldingen

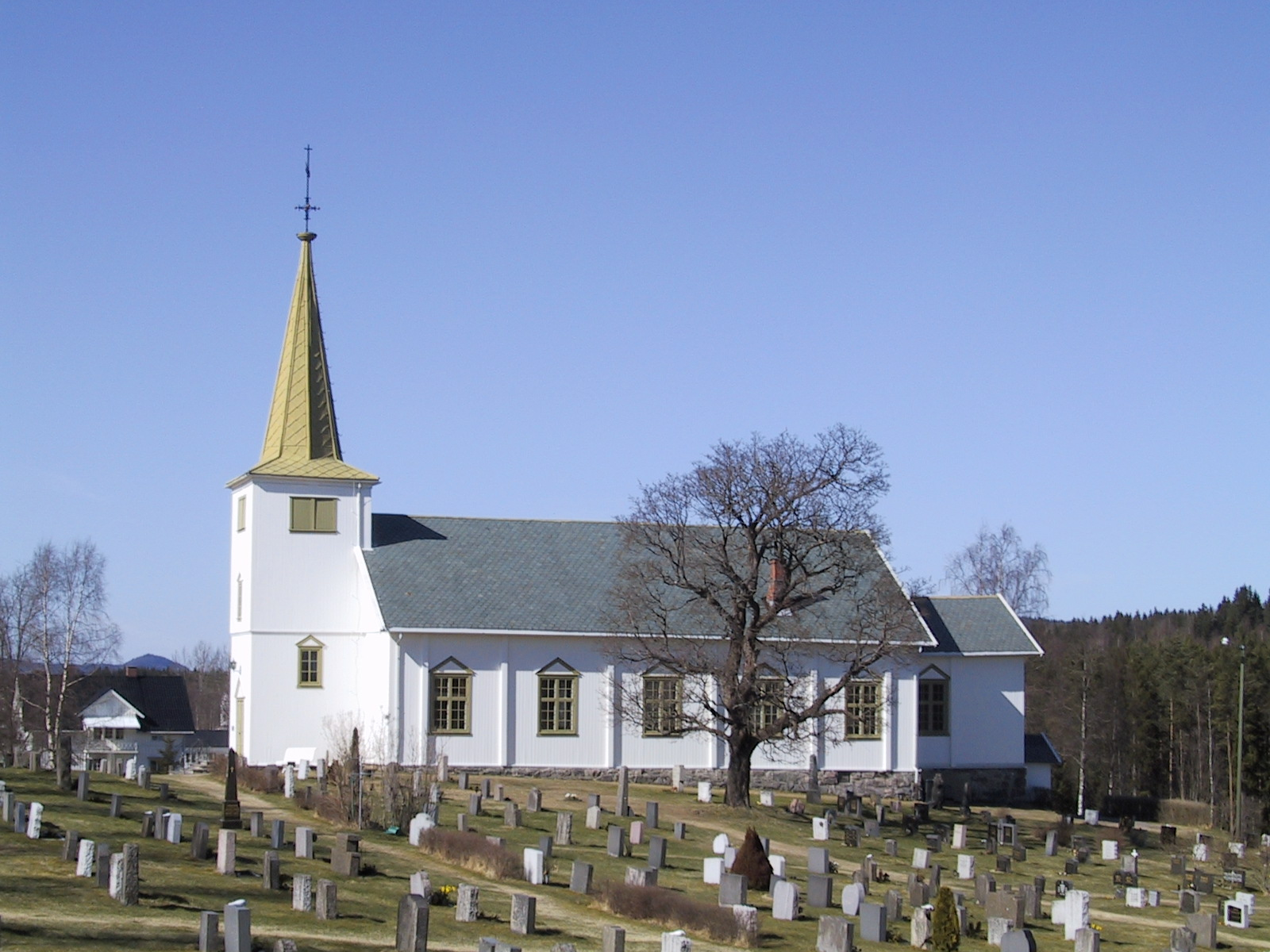
Kerk van Austmarka (2001)
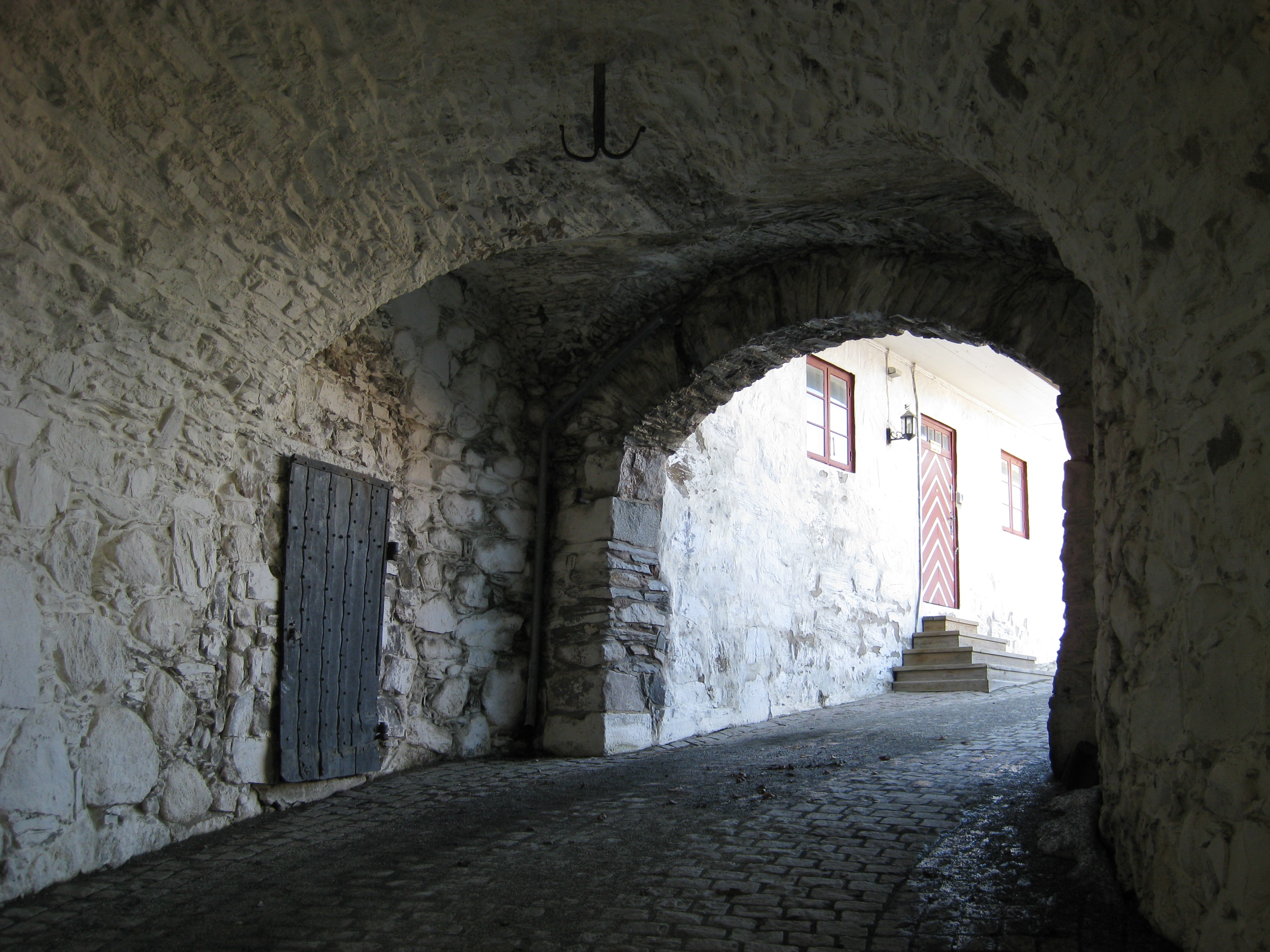
Poort in de vesting van Kongsvinger (2009)
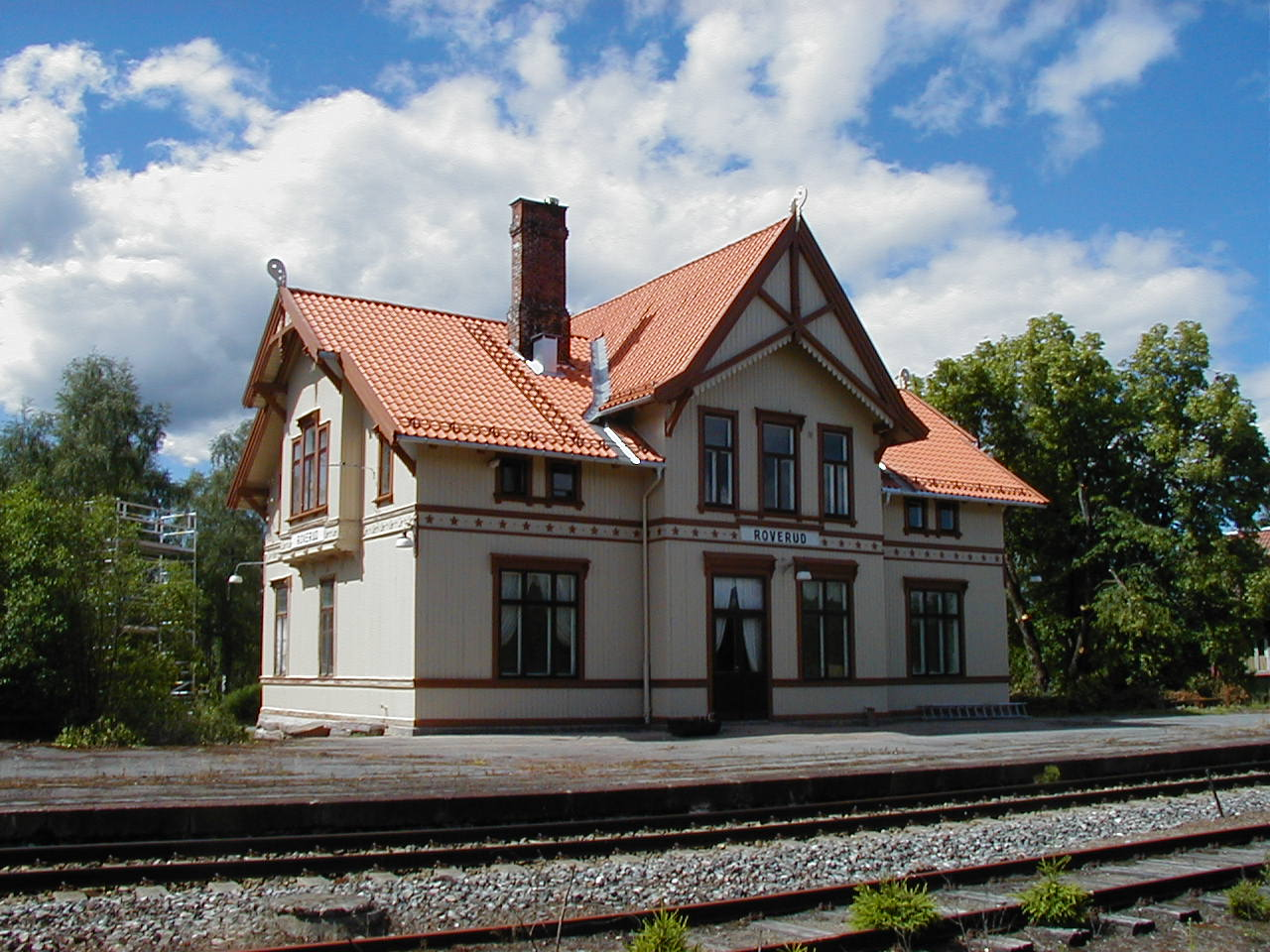
Station in Roverud (2008)

Alvdal · Dovre · Eidskog · Elverum ·  Engerdal · Etnedal · Folldal · Gausdal · Gjøvik · Gran · Grue ·  Hamar · Kongsvinger · Lesja · Lillehammer · Lom ·  Løten · Nord-Aurdal · Nord-Fron · Nord-Odal · Nordre Land · Os · Østre Toten · Øyer · Øystre Slidre · Rendalen · Ringebu · Ringsaker · Sel · Skjåk · Stange · Stor-Elvdal · Søndre Land · Sør-Aurdal · Sør-Fron · Sør-Odal · Tolga · Trysil · Tynset · Vågå · Våler · Vang · Vestre Slidre · Vestre Toten · Åmot · Åsnes

Fylker van Noorwegen